# Церква Святого Георгія (Подгориця)
42°26′44″ пн. ш. 19°16′02″ сх. д. / 42.4455° пн. ш. 19.2671° сх. д.
Церква Святого Георгія (чорн. Crkva Svetog Đorđa) — найстаріша церква Подгориці. Знаходиться біля підніжжя пагорбу Гориця.
За легендою, зведена на місці язичницького святилища римської доби. За кілька сторіч існування не раз була зруйнована і знову відбудована.
Найдавніша будівля храму, про яку залишилися певні відомості, датується IX—XI сторіччями. Вона була збудована в дороманському стилі, характерному для церков Далмації, тож, на думку дослідників, спочатку, ймовірно, була католицькою, а православною стала лише за часів Неманичів.
Зараз храм прикрашають розписи XIX сторіччя, але в церкві збереглися залишки фресок XVI сторіччя.
Сучасного вигляду набула в тридцятих роках XX сторіччя.